# Dziar
Dziar – część wsi Głęboka w Polsce, położona w województwie małopolskim, w powiecie gorlickim, w gminie Biecz. Wchodzi w skład sołectwa Głęboka.
W latach 1975–1998 Dziar należał administracyjnie do województwa krośnieńskiego.